# Partito Laburista (Norvegia)
Il Partito Laburista (in norvegese: Arbeiderpartiet, AP), in precedenza noto come Il Partito Laburista Norvegese (Det Norske Arbeiderparti, DNA) è un partito politico socialdemocratico norvegese.

## Storia
Venne fondato nel 1886 ed entrò per la prima volta nel parlamento nel 1903; nel 1927 diventò il primo partito norvegese, posizione che ha mantenuto fino ad oggi. È stato al governo dal 1935 al 1965 (tranne durante l'occupazione nazista e per un mese nel 1963). I primi vent'anni dopo la seconda guerra mondiale rappresentarono l'"età d'oro" dei laburisti in Norvegia, che alle elezioni del 1957 raggiunsero il loro massimo storico (48,3%); è principalmente ad essi che si deve il sistema di welfare norvegese.
Dal 1965 in poi, il partito ha governato in modo discontinuo. Alle elezioni del 2001 ha raggiunto il suo minimo dal 1924 (24,3%), pur rimanendo il primo partito; alle ultime elezioni del settembre 2005 è risalito al 32,7% dei voti. Il suo leader, Jens Stoltenberg, è stato dal 2009 al 2013 capo del governo alla guida di una coalizione con il Partito della Sinistra Socialista, e il Partito di Centro.

## Struttura

### Leader
| Immagine | Leader                       | Inizio | Fine      | Altri incarichi |
| -------- | ---------------------------- | ------ | --------- | --- |
|          | Anders Andersen              | 1887   | 1888      | |
|          | Hans G. Jensen               | 1888   | 1889      | |
|          | Christian Holtermann Knudsen | 1889   | 1890      | Membro dello Storting (1906–1915) |
|          | Carl Jeppesen                | 1890   | 1892      | Sindaco di Oslo (1917–1919) |
|          | Ole Georg Gjøsteen           | 1892   | 1893      | |
|          | Gustav Olsen-Berg            | 1893   | 1894      | |
|          | Carl Jeppesen                | 1894   | 1897      | |
|          | Ludvig Meyer                 | 1897   | 1900      | |
|          | Christian Holtermann Knudsen |        |           | |

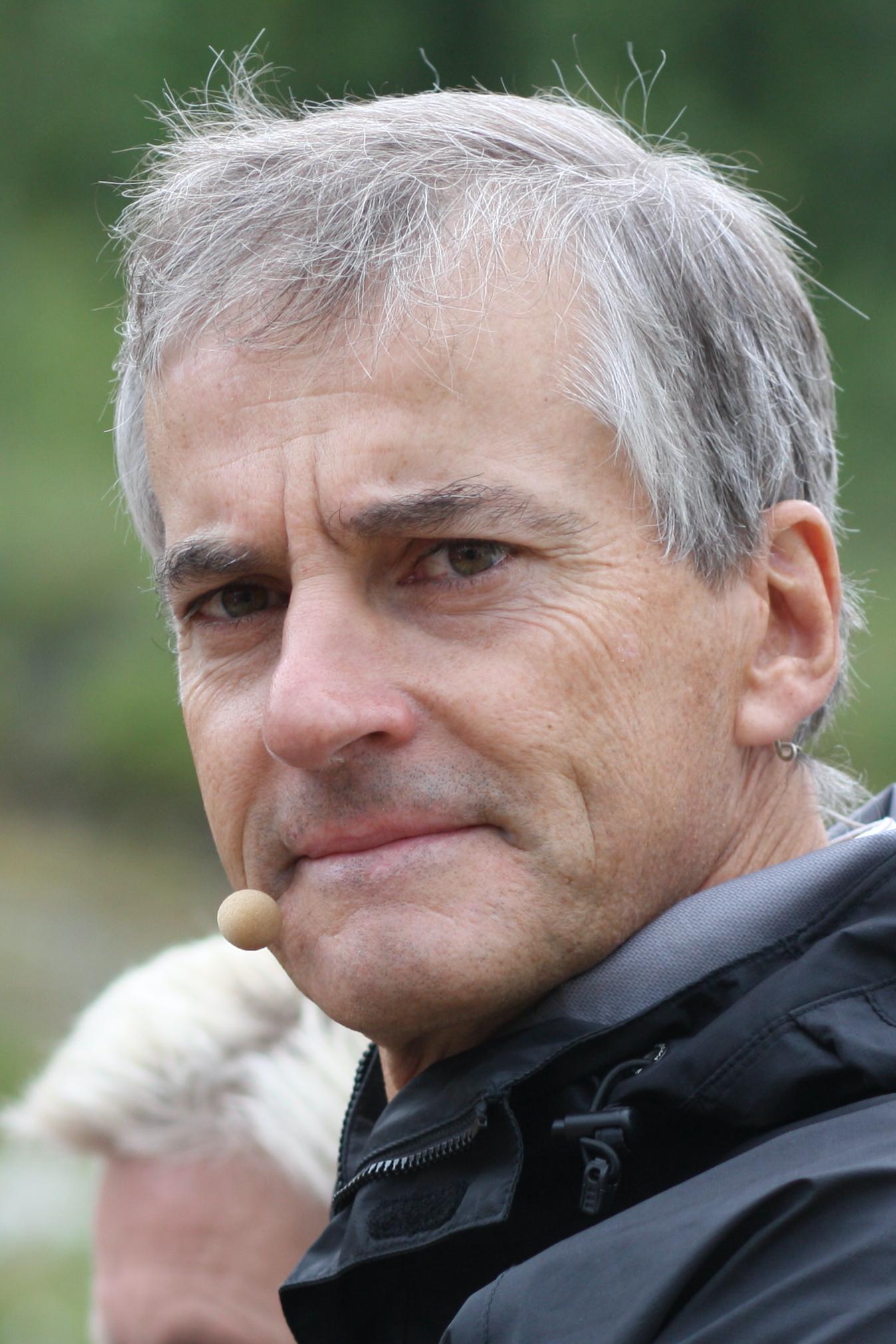
Jonas Gahr Støre, attuale leader del partito dal 2014.

|          | Christopher Hornsrud         | 1903   | 1906      | Ministro di Stato della Norvegia (gennaio – febbraio 1928) Ministro delle finanze (gennaio – febbraio 1928) Vicepresidente dello Storting (1928–1934) Membro dello Storting (1912–1936) Sindaco di Modum (1909–1912) |
|          | Oscar Nissen                 | 1906   | 1911      | |
|          | Christian Holtermann Knudsen | 1911   | 1918      | |
|          | Kyrre Grepp                  | 1918   | 1922      | |
|          | Emil Stang Jr.               | 1922   | 1923      | Presidente della Corte suprema dela Norvegia (1946–1952) |
|          | Oscar Torp                   | 1923   | 1945      | Ministro di Stato della Norvegia (1951–1955) Ministro degli approvvigionamenti e della ricostruzione (1945–1948) Ministro delle finanze (1939–1942) Membro dello Storting (1937–1958) Ministro degli affari sociali (1936–1939) Ministro della difesa (1935–1936; 1942–1945) Alcalde de Oslo (gennaio – marzo 1935; gennaio – novembre 1936) |
|          | Einar Gerhardsen             | 1945   | 1965      | Ministro di Stato della Norvegia (1945–1951; 1955–1963; 1963–1965) Presidente dello Storting (1954–1955) Presidente del Consiglio nordico (gennaio – dicembre 1954) Membro dello Storting (1945-1969) |
|          | Trygve Bratteli              | 1965   | 1975      | Ministro di Stato della Norvegia (1971–1972; 1973–1976) Presidente del Consiglio nordico (giugno – settembre 1978) Ministro dei trasporti e delle comunicazioni (1960–1963; 1963–1964) Ministro delle finanze (1951–1955; 1956–1960) Membro dello Storting (1950–1981)                                                                       |
|          | Reiulf Steen                 | 1975   | 1981      | Ambasciatore di Norvegia in Cile (1992–1996) Vicepresidente dello Storting (1985–1989) Ministro del commercio e della navigazione (1979–1981) Ministro dei trasporti e delle comunicazioni (1971–1972) Membro dello Storting (1977–1993) |
|          | Gro Harlem Brundtland        | 1981   | 1992      | Direttore generale dell'Organizzazione mondiale della sanità (1998–2003) Ministro di Stato della Norvegia (febbraio – ottobre 1981; 1986–1989; 1990–1996) Ministro dell'ambiente (1974–1979) Membro dello Storting (1977–1997) |
|          | Thorbjørn Jagland            | 1992   | 2002      | Segretario generale del Consiglio d'Europa (2009–2019) Presidente del Comitato per il Nobel norvegese (2009–2015) Ministro degli affari esteri (2000–2001) Ministro di Stato della Norvegia (1996–1997) Membro dello Storting (1993-2009) |
|          | Jens Stoltenberg             | 2002   | 2014      | Segretario generale della NATO (2014–2024) Ministro di Stato della Norvegia (2000–2001; 2005–2013) Ministro delle finanze (1996–1997) Ministro dell'industria e dell'energia (1993–1996) Membro dello Storting (1993–2017) |
|          | Jonas Gahr Støre             | 2014   | in carica | Ministro di Stato della Norvegia (dal 2021) Ministro della salute e dei servizi assistenziali (2012–2013) Membro dello Storting (dal 2009) |

### Segretari
- Olav Strom (1893–1894)
- Magnus Nilssen (1901–1918)
- Martin Tranmæl (1918–1921)
- Einar Gerhardsen (1923–1926)
- Olav Oksvik (1927)
- Trygve Bratteli (1945)
- Haakon Lie (1945–1969)
- Ronald Bye (1969–1975)
- Ivar Leveras (1975–1986)
- Thorbjörn Jagland (1986–1992)
- Dag Terje Andersen (1992–1996)
- Solveig Torsvik (1996–2002)
- Martin Kolberg (2002–2009)
- Raymond Johansen (2009-2015)
- Kjersti Stenseng (dal 2015)

## Primi ministri
- Christopher Hornsrud (26 gennaio – 15 febbraio 1928)
- Johan Nygaardsvold (1935–1945)
- Einar Gerhardsen (1945–1951)
- Oscar Torp (1951–1955)
- Einar Gerhardsen (1955–1963)
- Einar Gerhardsen (1963–1965)
- Trygve Bratteli (1971–1972, 1973–1976)
- Odvar Nordli (1976–1981)
- Gro Harlem Brundtland (4 febbraio – 14 ottobre 1981, 1986–1989, 1990–1996)
- Thorbjørn Jagland (1996–1997)
- Jens Stoltenberg (2000–2001, 2005-2013)
- Jonas Gahr Støre (2021-presente)

## Risultati elettorali

Voti espressi per il partito laburista nelle elezioni del 2009

Posti in parlamento del partito laburista, per regione, a seguito delle elezioni del 2009

| Elezione          | Voti      | %      | Seggi    | Posizione               |
| ----------------- | --------- | ------ | -------- | ----------------------- |
| Parlamentari 1949 | 803.471   | 45,69% | 85 / 150 | Maggioranza             |
| Parlamentari 1953 | 830.448   | 46,66% | 77 / 150 | Maggioranza             |
| Parlamentari 1957 | 865.675   | 48,33% | 78 / 150 | Maggioranza             |
| Parlamentari 1961 | 860.526   | 46,76% | 74 / 150 | Maggioranza             |
| Parlamentari 1965 | 883.320   | 43,14% | 68 / 150 | Maggioranza             |
| Parlamentari 1969 | 1.004.348 | 46,53% | 74 / 155 | Maggioranza Opposizione |
| Parlamentari 1973 | 759.499   | 35,29% | 62 / 155 | Maggioranza             |
| Parlamentari 1977 | 972.434   | 42,26% | 76 / 155 | Maggioranza             |
| Parlamentari 1981 | 925.087   | 37,08% | 66 / 155 | Maggioranza Opposizione |
| Parlamentari 1985 | 1.061.712 | 40,81% | 71 / 157 | Maggioranza             |
| Parlamentari 1989 | 907.393   | 34,27% | 63 / 169 | Opposizione Maggioranza |
| Parlamentari 1993 | 908.724   | 36,91% | 67 / 169 | Maggioranza             |
| Parlamentari 1997 | 904.362   | 35,00% | 65 / 169 | Opposizione             |
| Parlamentari 2001 | 612.632   | 24,3   | 43 / 169 | Opposizione             |
| Parlamentari 2005 | 862.757   | 32,7   | 61 / 169 | Maggioranza             |
| Parlamentari 2009 | 949.049   | 35,4   | 64 / 169 | Maggioranza             |
| Parlamentari 2013 | 875.091   | 30,8   | 55 / 169 | Opposizione             |
| Parlamentari 2017 | 800.945   | 27,4   | 49 / 169 | Opposizione             |
| Parlamentari 2021 | 783.394   | 26,3   | 48 / 169 | Maggioranza             |